# Пища дьявола
«Пища дьявола» (англ. devil’s food cake) — популярный американский шоколадный торт. Является, в некотором смысле, противоположностью светлому торту «Пища ангелов».
Торт существует и под другими названиями — red velvet cake, red devil’s cake, Waldorf Astoria cake, demon cake, devil’s delight cake, satan cake, mahogany cake, oxblood cake и $100 cake.
В отличие от других шоколадных тортов при приготовлении используется бо́льшее количество пищевой соды (что повышает уровень pH и придаёт в сочетании с какао глубокий цвет красного дерева) и меньшее количество яиц. Прочие ингредиенты — масло, мука, иногда — сливки или простокваша. Другим отличием является отказ от расплавленного шоколада и молока, вместо которых в торте используется шоколадная глазурь и горячая вода.
Этот десерт появился в 1902 году в книге «Mrs. Rorer’s New Cook Book» Сары Рорер (англ. Sarah Tyson Rorer). К 1913-му году рецепт печатается во многих кулинарных книгах Америки.
В 1940-х годах появилась городская легенда, которая гласила, что некий посетитель ресторана, попросив рецепт торта, получил счёт на 100 долларов. Разозлившись, он пустил рецепт в широкое распространение (отсюда другое название торта — $100 cake).
Другое название, Waldorf Astoria cake, происходит от популярной с 1950-х годов версии, что торт является изобретением ресторана нью-йоркского отеля «Waldorf Astoria». И хотя никаких доказательств этому нет, ресторан отеля охотно поддерживает версию.
Для получения нужного оттенка при производстве торта использовался краситель амарант (E123), пока в 1970-х годах управление США по санитарному надзору за качеством пищевых продуктов и медикаментов не запретило его из-за подозрений в канцерогенных свойствах, после чего популярность «пищи дьявола» упала.